# Elxleben, Sömmerda
Elxleben (även Elxleben an der Gera) är en kommun och ort i Landkreis Sömmerda i förbundslandet Thüringen i Tyskland.
Kommunen ingår i förvaltningsgemenskapen Elxleben tillsammans med kommunen Witterda.